# Endosporoideus pedicellatus
Endosporoideus pedicellatus är en svampart som beskrevs av W.H. Ho, Yanna, K.D. Hyde & Goh 2005. Endosporoideus pedicellatus ingår i släktet Endosporoideus, divisionen sporsäcksvampar och riket svampar.   Inga underarter finns listade i Catalogue of Life.